# Рокка-Сінібальда
Рокка-Сінібальда (італ. Rocca Sinibalda) — муніципалітет в Італії, у регіоні Лаціо, провінція Рієті.
Рокка-Сінібальда розташована на відстані близько 60 км на північний схід від Рима, 16 км на південь від Рієті.
Населення — 833 особи (2014).
Покровитель — SS Agapito e Giustino.

## Демографія
Населення за роками:

Станом на 1 січня 2023 року в муніципалітеті офіційно проживав 41 іноземець з 13 країн, серед них 14 громадян країн Євросоюзу.

## Сусідні муніципалітети
- Аскреа
- Бельмонте-ін-Сабіна
- Кастель-ді-Тора
- Колле-ді-Тора
- Кончерв'яно
- Лонгоне-Сабіно
- Монтелеоне-Сабіно
- Поджо-Мояно
- Торричелла-ін-Сабіна
- Варко-Сабіно